# Striegistal
Striegistal é um município da Alemanha, situado no distrito de  Mittelsachsen, no estado da Saxônia. Tem 77,04 km² de área, e sua população em 2019 foi estimada em 4.601 habitantes.